# Withania coagulans
Withania coagulans är en potatisväxtart som först beskrevs av John Ellerton Stocks, och fick sitt nu gällande namn av Michel Félix Dunal. Withania coagulans ingår i släktet Withania och familjen potatisväxter. Inga underarter finns listade i Catalogue of Life.